# August Walter
August Walter, född 12 augusti 1821 i Stuttgart, död den 22 januari 1896 i Basel, var en tysk tonsättare och violinist.

## Biografi
August Walter föddes 1821 i Stuttgart. Walter tvangs av sin far att bli sockerbagarelärling, men lämnade snart detta yrke för att ägna sig åt tonkonsten. Han blev elev av Bernhard Molique i violinspelning och komposition, tog därefter undervisning i kontrapunkt av Simon Sechter i Wien. Walter blev 1846 musikdirektör i Basel. Han komponerade en symfoni, en oktett för stråkinstrument och blåsinstrument, tre  stråkkvartetter och sånger.